# Liste der Naturdenkmale in Prüm
Die Liste der Naturdenkmale in Prüm nennt die im Gemeindegebiet von Prüm ausgewiesenen Naturdenkmale (Stand 13. April 2024).

## Naturdenkmale
| Nr.         | Bezeichnung                      | Lage                                               | Beschreibung                                              | Bild                                    |
| ----------- | -------------------------------- | -------------------------------------------------- | --------------------------------------------------------- | --------------------------------------- |
| ND-7232-526 | Saatkrähenkkolonie in Niederprüm | Prüm, südlich der Stadt; Abteilung Im Rehgert Lage | Felsenformation mit Saatkrähenkolonie (Corvus frugilegus) | Direkt Bild zu diesem Denkmal hochladen |

## Ehemalige Naturdenkmale
| Nr. | Bezeichnung | Lage                                          | Beschreibung                           | Bild                                    |
| --- | ----------- | --------------------------------------------- | -------------------------------------- | --------------------------------------- |
|     | Linde       | Niederprüm, St.-Vither-Straße, bei Nr. 1 Lage | Tilia sp.; Rechtsverordnung aufgehoben | Direkt Bild zu diesem Denkmal hochladen |